# Sainte-Jamme-sur-Sarthe
Sainte-Jamme-sur-Sarthe is een gemeente in het Franse departement Sarthe (regio Pays de la Loire). De plaats maakt deel uit van het arrondissement Le Mans. Sainte-Jamme-sur-Sarthe telde op 1 januari 2022 1.964 inwoners.

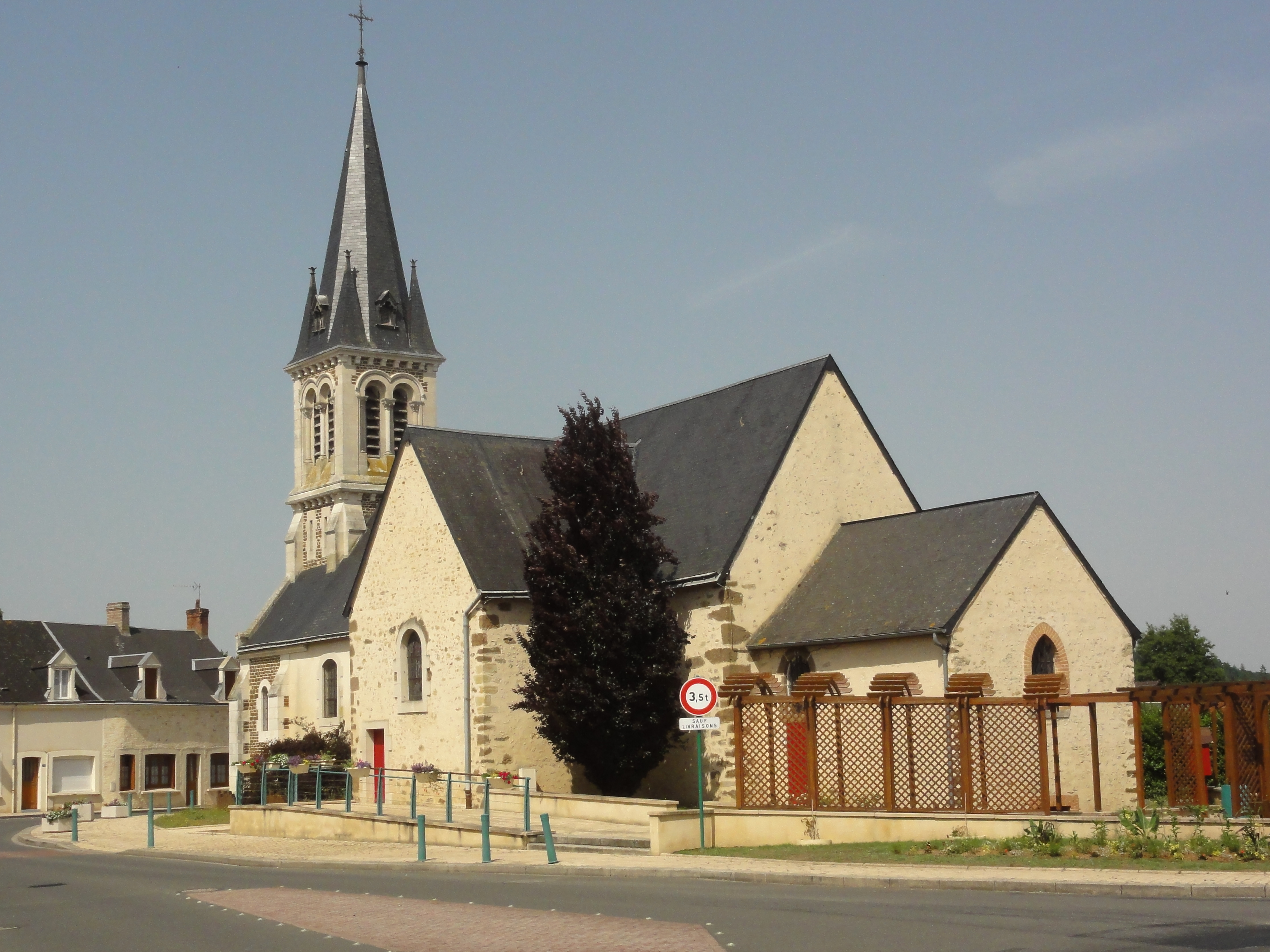
Église Sainte-Jamme
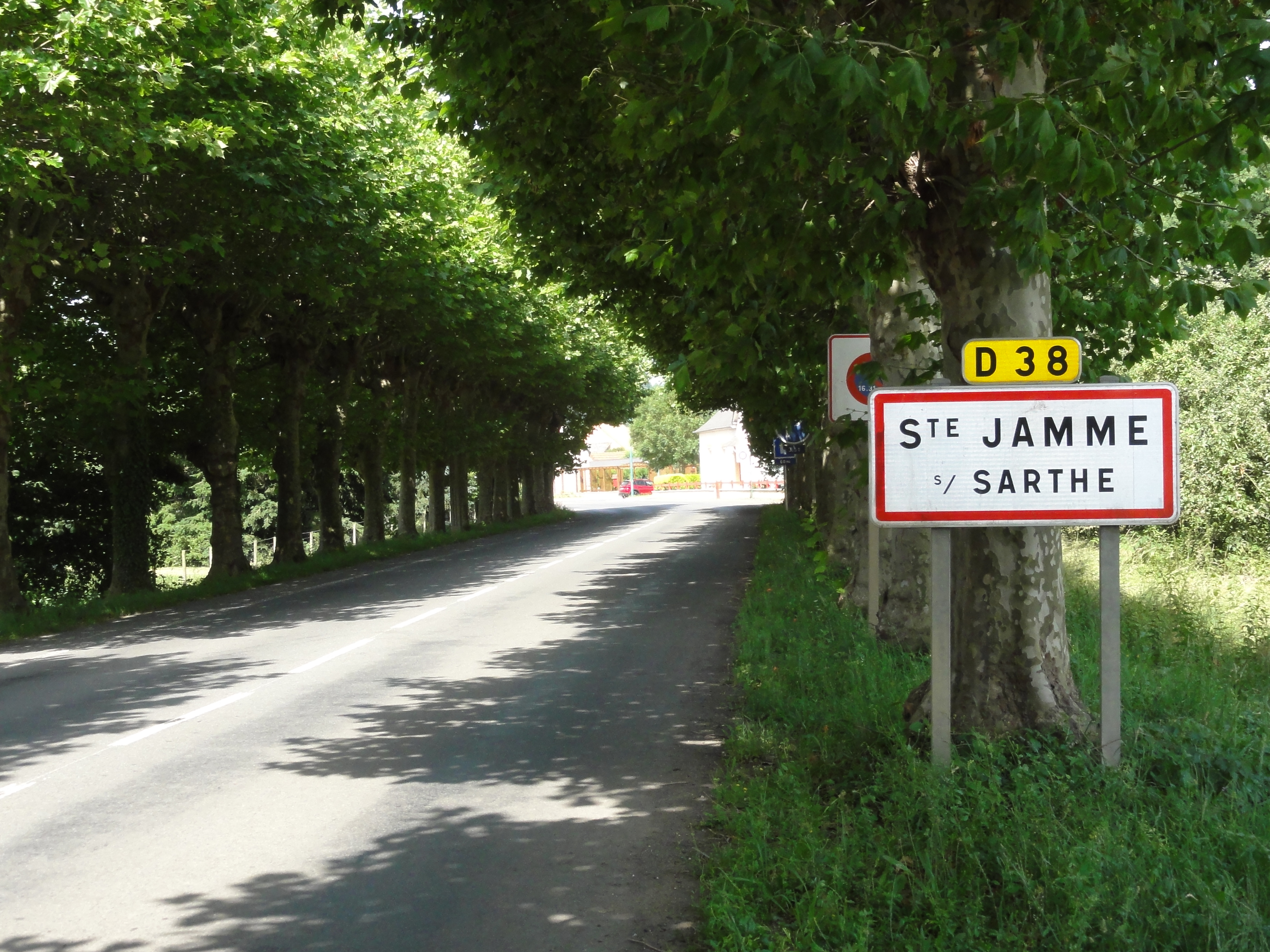
Plaatsnaambord

## Geografie
De oppervlakte van Sainte-Jamme-sur-Sarthe bedroeg op 1 januari 2022 8,43 vierkante kilometer; de bevolkingsdichtheid was toen 233 inwoners per km².

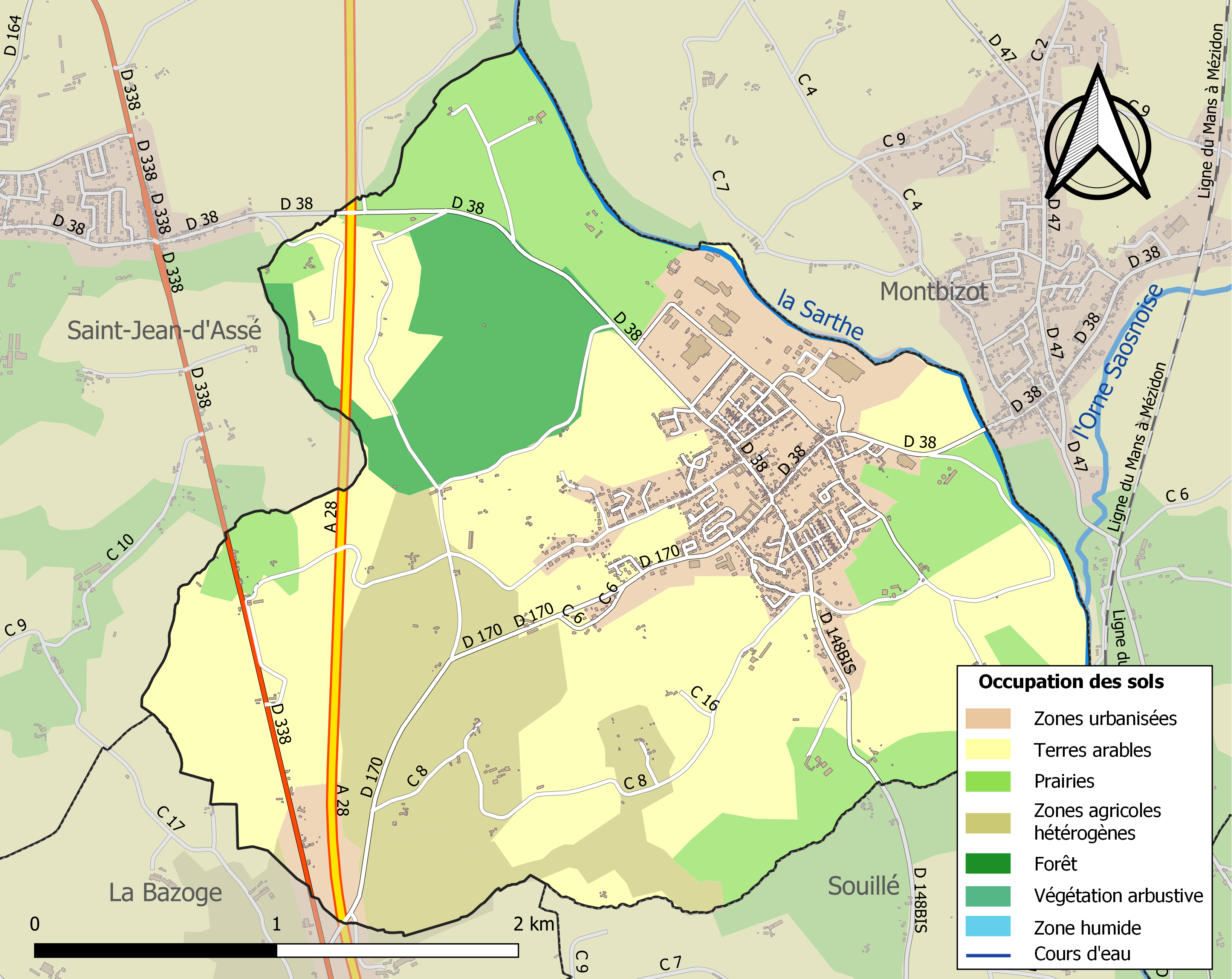
Kaart van de gemeente met de belangrijkste infrastructuur, bodemgebruik en omliggende gemeenten

## Demografie
Onderstaande figuur toont het verloop van het inwonertal (bron: INSEE-tellingen).